# Clazuril
Clazuril (INN) is een diergeneesmiddel. Het is een coccidiostaticum voor gebruik bij duiven. Duivenmelkers geven het vaak aan hun postduiven. Het is effectief tegen de parasitaire eencelligen Eimeria labbeana en Eimeria columbarum.
De ATCvet-code is QP51AJ02.
Clazuril werd ontwikkeld door Janssen Pharmaceutica. De merknaam is Appertex. De chemische structuur van clazuril is nauw verwant aan die van diclazuril, eveneens een product van Janssen Pharmaceutica.